# Kilbirnie
Kilbirnie, schottisch-gälisch: Cille Bhraonaidh ist eine Stadt in der schottischen Council Area North Ayrshire.

## Geographie
Kilbirnie ist eine Kleinstadt im Osten von North Ayrshire. Sie erstreckt sich beiderseits des Flusses Garnock etwa 16 Kilometer nördlich von Irvine und 18 Kilometer südwestlich von Paisley. Die nächstgelegene Stadt ist das rund drei Kilometer östlich gelegene Beith. Wenige hundert Meter östlich befindet sich der See Kilbirnie Loch.

## Geschichte
Westlich von Kilbirnie wurde im 15. Jahrhundert die Burg Kilbirnie Castle errichtet, die lange Zeit Sitz des Clans Crawford war. Die Ortschaft wuchs zunächst nur langsam. Im Jahre 1742 zählte sie nur drei Häuser, zu denen in den folgenden 50 Jahren fünf weitere hinzukamen. Im Zuge der Industrialisierung wuchs Kilbirnie rasch mit dem Aufkommen der Textilindustrie auf 2631 Einwohner im Jahre 1841 an und wies bis 1881 eine schwankende Einwohnerzahl um 3300 auf. Bei der Volkszählung im Jahre 1971 lebten in der Stadt 8259 Personen. Seitdem ist die Zahl rückläufig auf zuletzt 7642 im Jahre 2011. Dies ist teilweise auf den Niedergang der traditionellen Industriezweige im Central Belt zurückzuführen. Dies spiegelt sich auch in der sehr hohen Armutsquote von 31 % in Kilbirnie wider. Nach den Ergebnissen einer Studie aus dem Jahre 2012 haben die Einwohner von Kilbirnie die neuntgeringste Lebenserwartung aller Städte im Vereinigten Königreich.

## Verkehr
Kilbirnie ist durch die A760 an das Fernstraßennetz angeschlossen. Im 19. Jahrhundert wurde die benachbarte Ortschaft Glengarnock an das Eisenbahnnetz angeschlossen. Später befanden sich mit Kilbirnie South und Kilbirnie zwei Bahnhöfe im Stadtgebiet, die 1930 beziehungsweise 1966 geschlossen wurden. Sie wurden von der Lanarkshire and Ayrshire Railway der Caledonian Railway beziehungsweise der Dalry and North Johnstone Line der Glasgow and South Western Railway bedient. Der Bahnhof Glengarnock ist weiterhin in Betrieb und liegt an der Ayrshire Coast Line der First ScotRail. Der internationale Flughafen von Glasgow liegt rund 20 km nordöstlich.

## Sehenswürdigkeiten
Die Kilbirnie Auld Kirk geht auf einen Kirchenbau aus den 1470er Jahren zurück. Im Laufe der Jahrhunderte wurde das Bauwerk mehrfach erweitert und ist noch heute in Benutzung. Nördlich der Stadt wurde 1816 das Herrenhaus Ladyland House errichtet. Ebenso wie das Kirchengebäude ist es in die höchste schottische Denkmalkategorie A einsortiert. Des Weiteren ist eine Sonnenuhr auf dem herrschaftlichen Anwesen in dieser Kategorie gelistet. Die Ruinen von Kilbirnie Castle sind als Denkmal der Kategorie B klassifiziert.